# 1702
1702 (MDCCII) je bilo navadno leto, ki se je po gregorijanskem koledarju začelo na nedeljo, po 11 dni počasnejšem julijanskem koledarju pa na četrtek.

## Dogodki
- 1. januar

## Rojstva
Neznan datum
- Amdžazade Koprulu Husein Paša, veliki vezir (* 1644)